# Noam Mayoka-Tika
Noah Mayoka-Tika (2 november 2003) is een Belgisch voetballer die sinds 2023 uikomt voor Olympique Marseille.

## Carrière
Mayoka-Tika genoot zijn jeugdopleiding bij Royal Excel Moeskroen. In juni 2021 ondertekende hij er zijn eerste profcontract. Op 14 augustus 2021 maakte hij er zijn officiële debuut in het eerste elftal: op de eerste competitiespeeldag in Eerste klasse B mocht hij in de 68e minuut Frédéric Duplus komen vervangen tegen RWDM. Een week later mocht hij 90 minuten meespelen tegen Lommel SK. Op de slotspeeldag van de reguliere competitie mocht hij ten slotte in de 85e minuut invallen voor Ismaël Sow. Dit bleek uiteindelijk de laatste officiële wedstrijd van Excel Moeskroen, want niet lang na het einde van het seizoen 2021/22 vroeg de club het faillissement aan.
Mayoka-Tika vond na het verdwijnen van Excel Moeskroen onderdak bij KVC Westerlo, waar hij in het seizoen 2022/23 bij de jeugd zat. Op 25 september 2022 haalde hij wel de wedstrijdkern voor de bekerwedstrijd tegen Eendracht Aalst, maar dit leidde niet tot speelminuten. In de zomer van 2023 maakte hij de overstap naar Olympique Marseille, waar hij ondergebracht werd in het tweede elftal dat uitkomt in de Championnat National 3.

## Clubstatistieken
| Seizoen         | Club                  | Land               | Competitie             | Competitie | Competitie | Beker | Beker | Supercup | Supercup | Europees | Europees | Totaal | Totaal |
| Seizoen         | Club                  | Land               | Competitie             | Wed.       | Dlp.       | Wed.  | Dlp.  | Wed.     | Dlp.     | Wed.     | Dlp.     | Wed.   | Dlp.   |
| --------------- | --------------------- | ------------------ | ---------------------- | ---------- | ---------- | ----- | ----- | -------- | -------- | -------- | -------- | ------ | ------ |
| 2021/22         | Excel Moeskroen       | Vlag van België    | Eerste klasse B        | 3          | 0          | 0     | 0     | —        | —        | —        | —        | 3      | 0      |
| 2022/23         | KVC Westerlo          | Vlag van België    | Eerste klasse A        | 0          | 0          | 0     | 0     | —        | —        | —        | —        | 0      | 0      |
| 2023/24         | Olympique Marseille B | Vlag van Frankrijk | Championnat National 3 | 1          | 0          | —     | —     | —        | —        | —        | —        | 1      | 0      |
| Carrière totaal | Carrière totaal       | Carrière totaal    | Carrière totaal        | 4          | 0          | 0     | 0     | 0        | 0        | 0        | 0        | 4      | 0      |

Bijgewerkt op 6 september 2023.